# اسما عبدالحمید
اسما عبدالحمید (۲۲ نوامبر ۱۹۸۱ امارات متحده عربی) مجری شبکه تلویزیونی دی آر تو دانمارک و یک فعال اجتماعی و سیاسی عربی دانمارکی ساکن شهر آدونسی است.

## زندگی
پدر و مادر اسما فلسطینی هستند. پدر و مادر وی در دهه ۱۹۸۰ به امارات متحده عربی مهاجرت کردند. هنگامی که اسما ۱۴ ساله بود به همراه خانواده اش به شهری در جنوب دانمارک مهاجرت کرد. خانواده اش برای ادامه تحصیل فرزندان در سال ۱۹۹۸ راهی شهر آدونسی شدند. وی هم‌اکنون نماینده مردم در شورای شهر آدونسی بلژیک است.